# غابرييل كميل باسيانو
غابرييل كاميل سيلادا باسيانو (من مواليد 17 ديسمبر 1997) والمعروفة أيضًا باسم غابي باسيانو هي عارضة أزياء فلبينية وحاملة لقب ملكة الجمال التي توجت بينيبينينغ فيليبيناس إنتركونتيننتال 2022، مثلت بلدها الفلبين في ملكة جمال إنتركونتيننتال 2022 في شرم الشيخ، مصر واحتلت المرتبة العشرين الأولى.